# Поліцейська академія 5: Операція Маямі-біч
«Поліцейська академія 5: Операція Маямі-біч» (англ. Police Academy 5: Assignment: Miami Beach) — американська кінокомедія 1988 року режисера Алана Маєрсона.

## Сюжет
Капітан Гарріс і його помічник Проктор проникають у кабінет комісара Герста з метою роздобути будь-який компромат на коменданта Лассарда, місце якого Гарріс хоче зайняти. Знайшовши досьє Лассарда, вони дізнаються, що ще рік тому Лассард досяг пенсійного віку, а отже він повинен піти у відставку. Гарріс передає цю інформацію до відділу кадрів, і наступного дня, під час випуску нових поліцейських, комісар Герст повідомляє, що Лассард відправлений у відставку у зв'язку з досягненням пенсійного віку, а також що Лассарда будуть вшановувати в Маямі-Біч як найкращого поліцейського десятиліття. Новина про відставку сильно засмучує Лассарда, проте його курсанти Джонс, Гайтавер, Теклберрі, Гукс, Каллахан і Томас Конклін вмовляють коменданта не впадати у відчай. Це підбадьорює Лассарда, і він вирішує з гордістю поїхати в Маямі-Біч, щоб перед виходом на пенсію добре повеселитися. Він також запрошує курсантів із собою. Гарріс і Проктор також збираються летіти Маямі-Біч. За наказом Гарріса Проктор дзвонить в аеропорт, щоб замовити місця в першому класі, але той помилково дзвонить у кабінет Лассарда, де в цей час перебувають офіцери, які замовляють Гаррісу і Проктору окремий літак, який, як виявилося, перевозив худобу. У результаті Гаррісу і Проктор доводиться летіти в оточенні безлічі тварин.
Тим часом троє бандитів, на чолі з їхнім босом Тоні, грабують ювелірний магазин. Усі викрадені діаманти вони ховають у телекамеру і також летять у Маямі-Біч. За іронією долі вони летять в одному літаку з офіцерами академії. А в аеропорту Маямі-Біч вони випадково стикаються з Лассардом і, знову ж таки випадково, плутають сумки. У цьому ж аеропорту офіцерів зустрічає племінник Лассарда - сержант Нік Лассард і глава поліцейського департаменту Маямі-Біч комісар Мердок, який говорить Лассарду, що для нього приготований сюрприз. Далі офіцери поселяються в шикарному готелі і починають весело відпочивати. Під час відпочинку Нік знайомиться із симпатичною поліцейською Кейт, до якої починає відчувати симпатію.
Тим часом банда Тоні приїжджає до їхнього боса. Однак у сумці, в якій повинна була бути телекамера, вони знаходять тільки акваріум з рибкою Лассарда. Бос дає Тоні 24 години на те, щоб повернути діаманти. Бандити Тоні, зрозумівши, що їх сумка у Лассарда, починають шукати його по всіх готелях і незабаром знаходять. Однак до цього часу Лассард вже знайшов у своїй сумці невідому телекамеру і тепер постійно ходить з нею. Бандити намагаються різними способами викрасти у Лассарда телекамеру, але у них нічого не виходить. Тоді Тоні, будучи в готелі, намагається силою вирвати камеру у Лассарда. Під час цієї бійки з камери випадають діаманти. Бандити, зрозумівши, що вони розкриті, вихоплюють пістолети і, зібравши діаманти і взявши в заручники Лассарда, ховаються в ліфті готелю. При цьому Лассард думає, що це і є «сюрприз» Мердока, а викрадення розіграно, тому він не чинить опір і навіть допомагає бандитам порадами. Наприклад, він радить їм піднятися до нього в номер і там вимагати на дах вертоліт, за допомогою якого можна буде дістатися до порту.
У цей час офіцери поліції розробляють план порятунку Лассарда. Гарріс розробляє план, за яким Джонс, Гайтавер, Теклберрі, Гукс, Каллахан, Нік, Конклін і Кейт увірвуться в номер Лассарда. Однак, коли офіцери проникають у номер, з'ясовується, що бандити вже на даху, куди, годиною раніше, прилетів вертоліт. Офіцери здогадуються, що це витівки Гарріса. У цей час Гарріс і Проктор вже очікують бандитів на даху зі зброєю напоготові, і, коли бандити піднімають руки вгору, Гарріс наказує Проктору підняти їх зброю. Через незграбність Проктора бандитам вдається взяти в заручники ще й Гарріса, після чого вони сідають у вертоліт і відлітають у порт, там вони пересідають у катер і відправляються до яхти свого боса. Після прибуття туди Бос наказує Тоні вбити Лассарда і Гарріса як свідків. При цьому Лассард як і раніше думає, що це розіграш. У цей момент з'являються офіцери академії на катерах, які вступають у бій з бандитами. Однак Тоні взявши діаманти і Лассарда викрадає один з катерів і відпливає. Нік, Кейт, Джонс і Теклберрі відправляються за ним. Гайтавер, Гукс, Каллахан, Конклін борються з бандитами на березі і незабаром усіх заарештовують. Під час бійки Гарріс, що звільнився, випадково падає в річку, де на нього нападає алігатор, проте Гайтавер, стрибає у воду і рятує Гарріса. Тим часом Нік, Кейт, Джонс і Теклберрі, переслідуючи Тоні, заганяють його в глухий кут. Але Тоні бере Лассарда, який все ще вважає, що це розіграш, на приціл. Нік каже дядькові, що бандити справжні, і тоді Лассард спритно знешкоджує Тоні і повертає діаманти.
Після повернення додому Гайтавера, за порятунок Гарріса, підвищують до лейтенанта. А комісар Герст повідомляє, що Лассарду, за проявлений героїзм, дозволяють залишитися на посаді коменданта академії і очолювати її, скільки він захоче.

## У ролях
| Актор               | Роль                    |
| ------------------- | ----------------------- |
| Бубба Сміт          | сержант Мозес Гайтавер  |
| Девід Граф          | сержант Юджин Теклберрі |
| Майкл Вінслоу       | сержант Ларвелл Джонс   |
| Леслі Істербрук     | летенант Деббі Каллахан |
| Маріон Ремсі        | сержант Лаверна Гукс    |
| Джанет Джонс        | Кейт                    |
| Ленс Кінсі          | лейтенант Проктор       |
| Метт Маккой         | сержант Нік Лассард     |
| Джордж Бейлі        | капітан Гарріс          |
| Джордж Гейнс        | комендант Лассард       |
| Рене Обержонуа      | Тоні                    |
| Джордж Р. Робертсон | комісар Герст           |
| Таб Такер           | Томмі «Хата» Конкін     |
| Джеррі О'Коннелл    | малюк на пляжі          |